# 名鉄杯
名鉄杯（めいてつはい）は、日本中央競馬会（JRA）が中京競馬場で施行する、中央競馬の特別競走である。
中京競馬場最寄りの中京競馬場前駅を通る名鉄名古屋本線を運営する名古屋鉄道（名鉄）より寄贈賞を受け、2002年に創設された。

## 概要
この競走では名鉄の特急用車両（パノラマカーなど特別車両『ミュー』連結列車）で使用されているミュージックホーンをアレンジした独自のファンファーレが使用されており、発走前には名鉄ブラスバンド部による、ファンファーレの生演奏が行われる。同時にゴール地点に設置されている大型のモニター画面「ターフビジョン」やグリーンチャンネル中継画面のレース名表示デモでは、場内の風景をバックに、7000系パノラマカーと1000系パノラマスーパー（共に4両編成）がすれ違うなどして走り回るCG映像が流れるなど、GI競走と同等あるいはそれ以上の演出がなされている。
2019年時点での中央競馬で専用のCG映像を持つ競走は、GI以外では京王杯スプリングカップ・京王杯2歳ステークスのみ、専用ファンファーレを持つ競走は当競走のほかには宝塚記念のみである。名鉄により本競走にちなんだキーホルダーも製作し、数量限定で販売されている。
出走資格はサラブレッド系3歳以上のJRA所属の競走馬（外国産馬含む）、JRAに認定された地方所属の競走馬及び外国調教馬である。負担重量は別定である。
JRAで行われる沿線大手私鉄5社の冠競走で唯一、グレード格づけのない（重賞ではない）オープン特別競走である。

### ジュライステークス
後述のとおり、2019年のJRAにおけるリステッド競走格付けの導入に伴い、名鉄杯もこのうちのひとつとして指定された。
しかし、翌2020年開催では京都競馬場の改修工事に伴う開催日割の大幅な変動を受け、従来CBC賞や中京記念などと名鉄杯を施行していた夏季中京開催が阪神競馬場に振り分けられることになった。これに伴いダート1800mでのリステッド競走は「ジュライステークス」と改称して阪神開催に組み込まれた。名鉄杯は高松宮記念前日の土曜日である1回中京7日目・ダート1400mに番組を新設する形で移設される。2016年・2017年に3月にオープン競走として施行していた「夢見月ステークス」と同様の内容である（夏季開催が小倉競馬場に移る2021年・2022年も同様の内容で施行された）。
なお、同名の競走自体は1961年から存在し、東京、中山、福島など施行条件及びコースを変えつつ1981年まで断続的に開催され、また1985年 - 1995年、2012年 - 2016年（以上5年はダート1800m）に中京で、1964年と2008年 - 2010年に阪神でそれぞれ施行歴がある。
2021年・2022年及び2024年からは福島競馬場ダート1700mで施行されている。
2025年は名鉄杯がリステッド競走に再び戻るとともに、ジュライステークスも福島ダート1700mのオープン特別として設定された。

## 歴史
- 2002年 - 4歳以上の競走馬による混合の別定の1000万円以下条件競走として「名鉄杯」が創設され、中京競馬場・芝1800mで施行。
- 2004年 - 混合競走から除外。
- 2005年 - ロックカーニバルが史上初の連覇。中舘英二騎手、藤原英昭調教師もそれぞれ史上初の連覇。
- 2007年
  - 混合競走に戻す。
  - 負担重量を定量（牡馬57kg・牝馬55kg）に変更。
  - 施行距離を芝2000mに変更。
- 2009年
  - 負担重量をハンデキャップに変更。
  - 施行場をダート1700mに変更。
  - オープン特別競走に昇格。
- 2010年
  - 1600万円以下条件に降格。
  - 施行距離を芝1800mに変更。
- 2011年 - 中京競馬場の改修工事のため休止。
- 2012年
  - 1000万円以下条件に降格。
  - 施行距離を芝2000mに変更。
  - 高松宮記念前日の土曜日開催に変更。
- 2013年
  - 負担重量を定量（4歳56kg・5歳以上57kg・牝馬各2kg減）に変更。
  - 施行距離を芝2200mに変更。
  - 五十嵐忠男が調教師として史上2人目の連覇。
- 2017年
  - 出走資格が3歳以上に変更。
  - オープン特別競走に戻る。
  - 夏季に施行変更。
  - 日曜日の開催に戻る。
  - 負担重量を別定に変更。
  - 施行距離をダート1800mに変更。
- 2018年
  - 国際競走に指定[11]。
  - 国際格付け上のリステッド競走に指定[注 5]。
- 2019年 - 当年よりJRAの番組上でもリステッド競走を競走格として取り扱うこととなり[14]、当競走も指定される[15]。
- 2020年
  - 前年までの名鉄杯に該当するリステッド競走がジュライステークス（阪神ダート1800m）に移設される。
  - ダート1400mに番組を新設する形で名鉄杯を移設。
  - 出走資格が4歳以上に変更。
  - 土曜日の開催に戻る。
  - COVID-19の流行により客を入れずに「無観客競馬」として開催。
  - 本来ならば生演奏でファンファーレを吹奏するのだが、COVID-19の流行により初となるCD音源を流すことになった。2021年・2022年も同様。
- 2023年 - 2019年以前の施行条件に戻り[16]、本年はジュライステークス及び（2022年以前の）旧：名鉄杯に相当するオープン競走は施行しない。
- 2024年 ‐ リステッド競走から外れ、8月に施行される（ジュライステークスにリステッドを格付け）。
- 2025年
  - 2023年以来再びリステッド競走として施行。
  - 暑熱対策による最終競走の発走時刻を18時15分に設定したことに伴い、競走番号が第11競走から第7競走に変更。

### 歴代優勝馬
競馬場は全て中京競馬場。
| 施行日        | 距離        | 条件       | 優勝馬             | 性齢 | タイム | 優勝騎手   | 管理調教師 | 馬主                                 |
| ------------- | ----------- | ---------- | ------------------ | ---- | ------ | ---------- | ---------- | ------------------------------------ |
| 2002年3月17日 | 芝1800m     | 1000万下   | トウカイキュート   | 牝5  | 1:49.0 | 武英智     | 松元省一   | 内村正則                             |
| 2003年3月23日 | 芝1800m     | 1000万下   | ハートランドヒリュ | 牡7  | 1:49.1 | 菊沢隆仁   | 清水久雄   | 豊田稔                               |
| 2004年3月21日 | 芝1800m     | 1000万下   | ロックカーニバル   | 牡4  | 1:47.2 | 中舘英二   | 藤原英昭   | （有）グランド牧場                   |
| 2005年3月20日 | 芝1800m     | 1000万下   | ロックカーニバル   | 牡5  | 1:47.8 | 中舘英二   | 藤原英昭   | （有）グランド牧場                   |
| 2006年3月19日 | 芝1800m     | 1000万下   | サウスポール       | 牡6  | 1:48.6 | 角田晃一   | 武宏平     | 芹澤精一                             |
| 2007年3月11日 | 芝2000m     | 1000万下   | スズカローラン     | 牝5  | 2:01.9 | 芹沢純一   | 橋田満     | 永井啓弍                             |
| 2008年3月16日 | 芝2000m     | 1000万下   | ヒカリシャトル     | 牡4  | 1:58.7 | 中舘英二   | 西浦勝一   | 當山隆則                             |
| 2009年1月11日 | ダート1700m | オープン   | ニシノナースコール | 牝7  | 1:44.4 | 大野拓弥   | 尾形充弘   | 西山茂行                             |
| 2010年1月24日 | 芝1800m     | 1600万下   | エアシャトゥーシュ | 牡5  | 1:47.2 | 中舘英二   | 藤原英昭   | （株）ラッキーフィールド             |
| 2012年3月24日 | 芝2000m     | 1000万下   | マイネルガヴロシュ | 牡5  | 2:04.5 | 伊藤工真   | 五十嵐忠男 | （株）サラブレッドクラブ・ラフィアン |
| 2013年3月23日 | 芝2200m     | 1000万下   | カネトシマーシャル | 牡5  | 2:17.4 | 藤岡康太   | 五十嵐忠男 | 兼松利男                             |
| 2014年3月29日 | 芝2200m     | 1000万下   | トウシンイーグル   | 牡6  | 2:15.2 | 勝浦正樹   | 山内研二   | （株）サトー                         |
| 2015年3月28日 | 芝2200m     | 1000万下   | ブランクヴァース   | 牡6  | 2:18.1 | 丸山元気   | 田中清隆   | （有）社台レースホース               |
| 2016年3月26日 | 芝2200m     | 1000万下   | サンライズセンス   | 牡4  | 2:13.8 | 岩崎翼     | 河内洋     | 松岡隆雄                             |
| 2017年7月16日 | ダート1800m | オープン   | オウケンワールド   | 牡5  | 1:51.9 | M.デムーロ | 西村真幸   | 福井明                               |
| 2018年7月15日 | ダート1800m | オープン   | ラインルーフ       | 牡6  | 1:49.1 | 森一馬     | 松永昌博   | 大澤繁昌                             |
| 2019年7月14日 | ダート1800m | リステッド | スマハマ           | 牡4  | 1:47.6 | 藤岡佑介   | 高橋亮     | （株）山紫水明                       |
| 2020年3月28日 | ダート1400m | オープン   | ダイメイフジ       | 牡6  | 1:23.1 | 菱田裕二   | 森田直行   | 宮本昇                               |
| 2021年3月27日 | ダート1400m | オープン   | ペプチドバンブー   | 牡6  | 1:23.3 | 松田大作   | 武英智     | 沼川一彦                             |
| 2022年3月26日 | ダート1400m | オープン   | ケイアイターコイズ | 牡6  | 1:23.0 | 西村淳也   | 新谷功一   | （株）ケイアイスタリオン             |
| 2023年7月16日 | ダート1800m | リステッド | アーテルアストレア | 牝4  | 1:51.7 | 菱田裕二   | 橋口慎介   | フィールドレーシング                 |
| 2024年8月25日 | ダート1800m | オープン   | バハルダール       | 牡5  | 1:51.6 | 水口優也   | 池江泰寿   | （株）G1レーシング                   |
| 2025年8月3日  | ダート1800m | リステッド | マリオロード       | 牡6  | 1:52.1 | A.バデル   | 安達昭夫   | サン                                 |